# Хэллоуинские документы
Хэллоуинские документы (англ. Halloween documents) — аналитико-стратегические записки по вопросам конкуренции с Linux и свободным программным обеспечением, разработанные в компании Microsoft сотрудником по имени Винод Валлоппиллил (Vinod Valloppillil) в конце октября 1998 года (около даты праздника Хэллоуин, откуда название), утёкшие в Сеть и ставшие известными широкой публике. Microsoft признала утечку «хэллоуинских документов» с оговоркой, что документы являлись внутренними служебными записками одного из сотрудников компании, а не официальной стратегией.
Широкую известность получили комментарии апологета свободного программного обеспечения Эрика Рэймонда к этим запискам. В Интернете записки обычно встречаются уже с комментариями Рэймонда.
В хэллоуинских документах встречаются следующие тезисы:
- Linux является важной угрозой для серверных операционных систем Microsoft, но вероятно не будет угрожать Microsoft в сфере настольных приложений (англ. Linux is unlikely to be a threat on the desktop).
- Предложения сконцентрировать усилия в борьбе с Linux на фронте борьбы с операционными системами семейства UNIX вообще, путём нахождения технически сомнительных идеологий в архитектуре UNIX и сосредоточения усилий Microsoft на создании технологий, превосходящих UNIX в этой области (Beating Linux? Beat UNIX).
- Признание того, что свободному программному обеспечению жизненно необходимы открытые стандарты, и предложение для Microsoft заняться, с опорой на доминирование в сфере настольных ОС и веб-браузеров, вымыванием открытых стандартов (в том числе сетевых протоколов) и постепенной их заменой на проприетарные спецификации от Microsoft (Embrace, Extend, and Extinguish).

Комментарии Эрика Рэймонда в первую очередь ставили под вопрос этичность такого поведения, преследовали цель создания компании Microsoft негативного паблисити, и выдержаны в крайне резком тоне (более резком, чем сам цитируемый текст). В частности, Рэймонд сравнивает руководство Microsoft с Политбюро и развивает тезис сходства Microsoft с тоталитарными диктатурами.